# Villars-sous-Champvent
Pour les articles homonymes, voir Villars.
Villars-sous-Champvent est une localité et une ancienne commune suisse du canton de Vaud, située dans le district du Jura-Nord vaudois.

## Histoire
Le 1er janvier 2012, les communes d'Essert-sous-Champvent et Villars-sous-Champvent rejoignent la commune de Champvent.